# NGC 2787
NGC 2787 este o barred lenticular galaxy⁠(d) situată în constelația Ursa Mare. A fost descoperită în 3 decembrie 1788 de către William Herschel. Se află la o distanță de 7,41 megaparseci de Pământ.